# Neobyknowennyje glasa

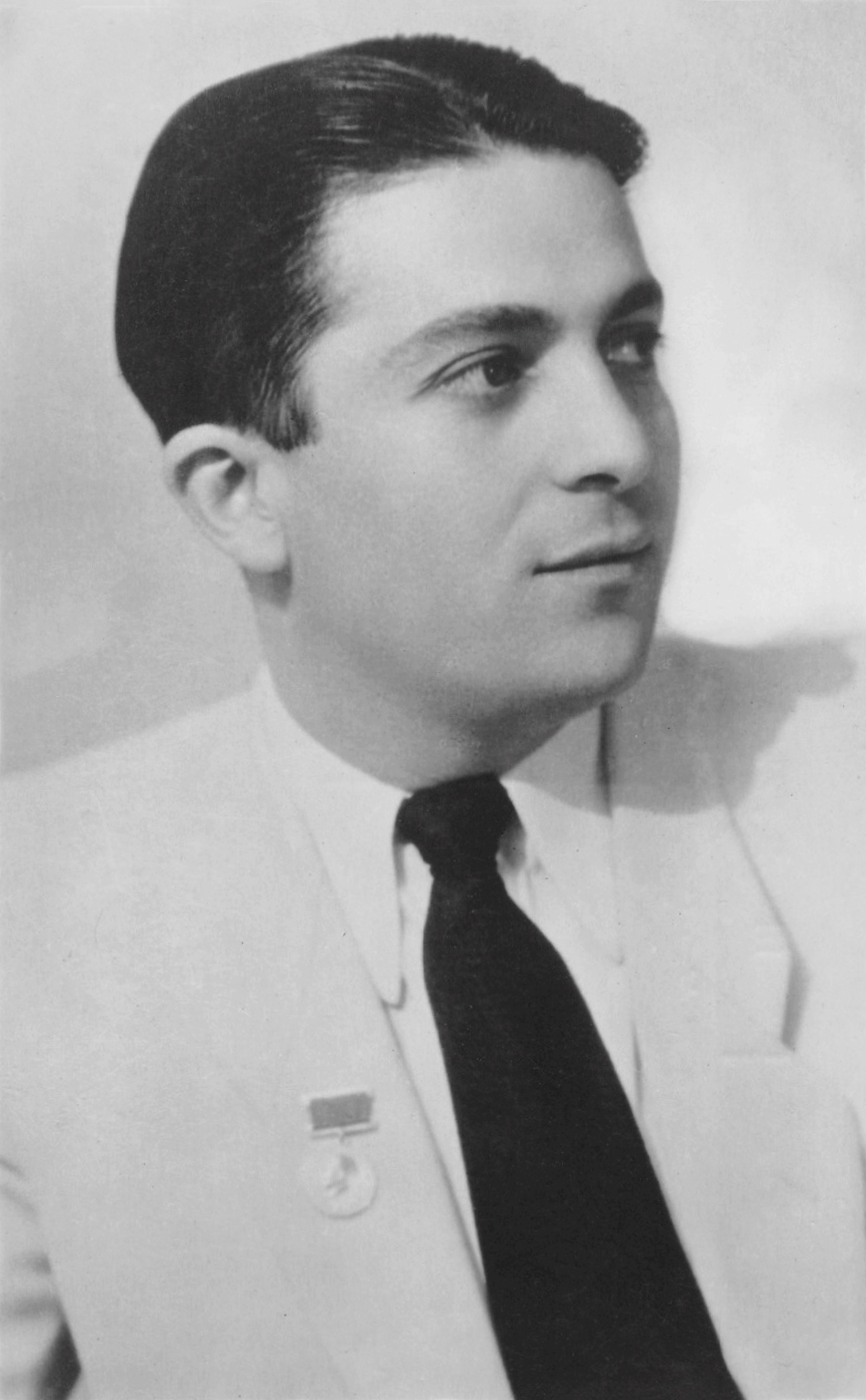
Rashid Behbudov (1956)

Neobyknowennyje glasa (russisch Необыкновенные глаза Außergewöhnliche Augen; aserbaidschanisch Sevimli Gözlər) ist ein sowjetisch-aserbaidschanisches Lied aus dem Film Любимые глаза von Kara Seitliew und Anissim Maksimowitsch Krongaus aus dem Jahr 1956, das von Rashid Behbudov gesungen wurde. Die Musik stammt von Andrei Awanessowitsch Babajew. Neobyknowennyje glasa befindet sich entkoppelt auf Behbudovs Album Nəğmə Dolu Bir Ürəyəm.
Im Jahr 2006 erschien ein Remix auf dem Album We Are The Shepherds des ukrainischen DJs OMFO. In den letzten Jahren wurden Cover-Versionen des Liedes u. a. von der usbekischen Folk-Rock-Band Yalla und der usbekischen Sängerin Sevara Nazarxon herausgebracht.